# Regla de Gloger
La regla de Gloger es una generalización que liga la temperatura ambiental con el color del cuerpo. Postula que el color del cuerpo de un animal de sangre caliente (mamífero, ave) es más pálido en climas más secos que en climas más húmedos. Colores como el amarillo y el pardo pálido predominan en zonas áridas mientras que el pardo oscuro y el negro predominan en regiones más húmedas.

## Historia de la regla
La regla de Gloger (también, inexplicablemente, se le llamó «regla de Golger») fue establecida por Constantin Wilhelm Lambert Gloger (1803-1863), zoólogo y ornitólogo alemán. Dice que las poblaciones en las áreas calurosas y húmedas son más pesadamente pigmentarias (oscuras) que aquellas de áreas frescas y de áreas secas. Una teoría sobre la Regla de Gloger es la de abundancia de rapaces. Los climas más húmedos tienen las tierras más oscuras, y más sombra. Las rapaces seleccionan la presa según la luz coloreada, el rasgo es de algún modo hereditable.

## Ejemplo
- Ornithology: Song Sparrows. Gorriones de la Canción que los significados para mostrar variación que apoya la Regla de Gloger.